# И вновь продолжается бой
«И вновь продолжается бой» (также известная как «И Ленин такой молодой») — песня советского композитора Александры Пахмутовой на стихи Николая Добронравова, написанная в 1974 году. Композиция посвящена Октябрьской революции и Владимиру Ленину.

## История создания
И вновь продолжается бой,

И сердцу тревожно в груди.

И Ленин такой молодой,

И юный — Октябрь впереди!
Автор текста — Николай Добронравов, автор музыки — Александра Пахмутова. Наиболее известные исполнители песни — Большой детский хор Центрального телевидения и Всесоюзного радио СССР под управлением Виктора Сергеевича Попова,  а также советские певцы Леонид Сметанников, Иосиф Кобзон и Лев Лещенко.

Лишь однажды у меня пытались запретить песню из-за музыки. И эта песня — «И Ленин такой молодой». Она писалась как финальная композиция для съезда комсомола. Но цензорам она показалась слишком сумасшедшей. Роковые барабаны, ритм, энергетика… Попросили всё исправить. Я сказала: «Да-да, конечно! Я подумаю!» Но на самом деле я никогда и ничего не исправляла в своих песнях. В итоге композиция вышла, но спустя года полтора после её написания.
— «Музыка из ничего. Эксклюзивное интервью Александры Пахмутовой», Александра Пахмутова
Впервые песня прозвучала на закрытии XVII съезда ВЛКСМ в 1974 году.
Лев Лещенко исполнил эту песню в финале телефестиваля Песня- 75.

## Критика
Песня была посвящена Октябрьскому перевороту большевиков и была полна весьма специфичного для того конформистского периода — нездорового жизнерадостного оптимизма, относительно «героического прошлого» и грядущего «светлого будущего» для «процветающего» СССР и всей коммунистической идеи, которая в реальности давно уже обрыгла народу. Страна семимильными шагами скатывалась к своему страшному логическому концу, но те кто был у кормушки, упорно не желали замечать и осознавать эту страшную правду…
— «О чём нам пели советские менестрели: реквием по ушедшей эпохе», Артемий Троицкий

## Кавер-версии, перепевы
- Группа «Гражданская оборона» записала свой кавер на эту песню.
- Группа «Ногу свело!» записала свой кавер на эту песню.
- Группа «Ленинград» исполнила кавер-версию песни на фестивале «Чартова дюжина» в 2014 году[6].
- Группа «Silenzium» записала инструментал-кавер на песню и сняла на него клип[7].